# Germani cisrenani
I Germani cisrenani (in latino "Germani cisrhenani", "Germani al di qua del Reno") erano un gruppo di tribù che visse durante il periodo classico a ovest del fiume Reno. A volte vengono anche indicati come "Germani della Riva Sinistra". Giulio Cesare, il primo a usare il termine, scrisse in particolare sulle tribù germaniche vicino al fiume Mosa, che si stabilirono tra i Galli belgi prima dell'intrusione romana nell'area. Le tribù che erano considerate tra i primi Germani cisrenani comprendono gli Eburoni, i Condrusi, i Caeresi, i Segni e i Pemani, che formano collettivamente un gruppo che in seguito venne chiamato Tungri, per evitare confusione con altri "Germani".
I Romani descrivevano spesso il Reno come un importante confine naturale tra la Gallia a ovest, che divenne parte dell'impero romano, e i territori germanici ad est. I Germani sul lato est del Reno erano considerati abitanti nella loro terra d'origine. Quindi questa terra non si riferiva solo alla "Germania Transrenana" (il contrario di cisrenana) ma anche, ad esempio, come Tolomeo e Strabone, come Germania Magna, che significa "Grande Germania". Si riferisce anche al di fuori del controllo romano: Germania barbara o Germania libera, a indicare che era selvaggia e incivile. Al contrario, i Germani cisrenani venivano a volte indicati come residenti nella Germania cisrenana, ma questo territorio era considerato anche parte della Gallia, e in seguito parte dell'Impero romano.
Mentre i Romani credevano chiaramente che queste persone fossero collegate culturalmente e ancestralmente alle tribù ad est del Reno, oggi è ampiamente dubitato che i romani avessero ragione nel descrivere tutti i diversi popoli che chiamavano Germani come appartenenti ad un gruppo etnico. Nelle analisi moderne dei gruppi culturali, le lingue sono generalmente utilizzate come mezzo di classificazione e la famiglia linguistica moderna associata ai Germani, compresi gruppi classici come i Suebi, tra cui gli Alemanni, è oggi chiamata germanica. Ma non vi è consenso sul fatto che i Germani prima dell'impero romano parlassero tutti la stessa lingua. Infatti, i primi Germani cisrenani sembravano aver avuto nomi tribali basati su lingue celtiche, e in alcuni contesti erano chiaramente considerati Galli, o almeno Belgi. Sembra addirittura che il nome celtico si sia esteso attraverso il Reno a tribù come gli Usipeti e i Tencteri.

## Periodo preromano
La prima testimonianza sopravvissuta riferito a Germani è il racconto di Giulio Cesare della Guerra Gallica, i "Commentarii de Bello Gallico". (La frase "Bello Gallico" fu probabilmente utilizzata prima di lui. Ci sono citazioni classiche di un'opera perduta di Poseidonio che apparentemente menzionava la tribù). Cesare potrebbe essere stato il primo a distinguere tra "cis" e "trans" Germani, se si confronta la descrizione di Cesare con quella di Tacito nel suo De origine et situ Germanorum, scritto generazioni dopo, quando l'area cisrenana era saldamente nell'impero romano.
Nell'accumulo della Battaglia del fiume Sabis nel 57 a.C., Cesare riferisce di aver ricevuto informazioni dalla tribù dei Remi, che descriveva gran parte dei Belgi del nord della Francia e della Gallia come antenati germanici "transrenani", ma non tutti.
(Giulio Cesare, De bello gallico)
Altre volte, Cesare divide più chiaramente la Gallia Belgica nei Belgi e un altro gruppo più piccolo chiamato Germani. Ad esempio, scrive che i suoi informatori locali affermano che "gli altri Belgi erano già in armi e a essi si erano uniti i Germani stanziati al di qua dei Reno (Belgas in armis esse, Germanosque qui cis Rhenum)".
Il riferimento alle migrazioni cimbre significa che i movimenti di persone provenienti da est del Reno devono essere avvenuti abbastanza presto perché fossero già stabiliti a ovest del Reno nel II secolo a.C. Ma non è chiaro quali Galli del Belgio fossero considerati antenati dei Germani e che, se ce ne fossero, avrebbero potuto parlare una lingua germanica.
Nella lista delle nazioni belghe date in armi troviamo i Bellovaci, i Suessioni, i Nervi, gli Atrebati, gli Ambiani, i Morini, i Menapi, i Caleti, i Veliocassi ed i Viromandui, che insieme costituiscono una parte importante di tutte le nazioni belgiche. Quando si tratta di tribù nell'estremo nord-est della Gallia, contro il Reno, i Condrusi, gli Eburoni, i Caeraesi e i Pemani, "complessivamente designati con il nome di Germani". Questi Germani fornirono all'alleanza una forza congiunta, e apparentemente il numero di uomini che avevano fornito era incerto ai Remi. Cesare in seguito aggiunse i Segni alla lista delle tribù tra i Belgi che passarono sotto il nome di Germani. C'è un altro gruppo che viveva vicino a queste tribù, nel nord-est, chiamato Atuatuci, che discendevano dai citati Cimbri, ma questi non sono indicati come Germani, anche se i loro antenati si trovano chiaramente anche ad est del Reno e "Germani" in questo senso.
Dopo la battaglia del fiume Sabis, che vinsero i Romani, alcune le tribù belghe si rinnovarono combattendo contro i Romani nel 54 a.C.. Cesare distingue chiaramente tra due tipi di gruppi ribelli rimanenti: "i Nervi, Atuatuci e Menapi" e con essi "uniti a tutti i Germani stanziati al di qua del Reno". All'interno di quest'ultimo gruppo c'erano gli Eburoni, il cui re Ambiorige, che era diventato un importante capo dei ribelli.
Quando gli Eburoni furono sconfitti, i Segni e Condrusi, "popoli di stirpe germanica e tali ritenuti, che abitano tra gli Eburoni e i Treveri, mandarono a Cesare un'ambasceria per pregarlo di non considerarli nemici e di non credere che tutti i Germani stanziati al di qua del Reno avessero fatto causa comune: essi non avevano pensato alla guerra, né inviato ad Ambiorige rinforzi".
Al tempo di Tacito, molto tempo dopo che Cesare aveva dichiarato di aver annientato il nome degli Eburoni, l'area in cui vivevano gli Eburoni era abitata dai Tungri, ma Tacito affermò che questo non era il loro nome originale:
(Tacito, Germania)
Molti storici leggono Cesare e Tacito in combinazione per concludere che Cesare stava usando consapevolmente il termine Germani in senso stretto, per un gruppo tribale che aveva attraversato il Reno molto presto e che in realtà erano chiamati localmente in questo modo, e in un senso esteso, per gruppi tribali di ascendenza simile, più chiaramente quelli ad est del Reno. Alcuni credono che potrebbe essere stato il primo a farlo.
A parte i Germani in questo senso stretto, non è chiaro fino a che punto, se qualcuno avesse creduto che gli altri Belgi avessero simili antenati transrenani. Ma in ogni caso è chiaro che lui, come Tacito, fa apparentemente una distinzione tra due tipi di Germani, come mostrato dalle citazioni precedenti, dove i Nervi, gli Atuatuci e i Menapi sono entrambi in contrasto con i Germani cisrenani come gli Eburoni e il Condrusi. Così, nella regione settentrionale della Gallia, almeno alcune delle altre nazioni Belgiche, a parte il gruppo che conteneva gli Eburoni ed i Condrusi, potevano o non potevano essere considerati Germani in senso lato. D'altro canto, certamente Tacito sapeva di tali affermazioni, ma espresse dubbi su di loro, scrivendo di due delle tribù più geograficamente e politicamente vicine ai Germani, che "della loro pretesa origine germanica i Treveri e i Nervi vanno molto superbi, perché pensano di distinguersi, con questo orgoglio di sangue, dall'indolenza dei Galli".
I resoconti di Cesare e Tacito coincidono in una certa misura, ma entrambi sono messi in dubbio da alcuni storici moderni, poiché entrambi gli uomini sono considerati di aver scritto su questo argomento con la politica romana in mente.
Uno dei motivi (o scuse) per gli interventi di Cesare in Gallia era in primo luogo un evidente aumento dei movimenti dei popoli transrenici, che tentavano di entrare in Gallia, apparentemente a causa di importanti movimenti di persone come gli Suebi in Germania. Alcuni dei Germani che cita Cesare rimasero in Gallia sotto i suoi nuovi padroni romani. A parte gli Ubi, i Sigambri, i Tencteri e gli Usipeti in Germania inferiore, alcuni altri avevano tentato di attraversare a ovest del Reno più a sud, ma in quella regione del Reno, tale attraversamento apparentemente era una cosa nuova ai suoi tempi.

## Speculazione sulle origini
Mentre è ben noto che negli ultimi tempi dell'impero i "Germani" che parlavano in germanico si diressero verso il Reno, e oltre,
nel tempo di Cesare le prove della presenza di lingue germaniche è limitato alle analisi dei nomi dei luoghi come quelli di Maurits Gysseling e non universalmente accettato. Le prove archeologiche delle precedenti migrazioni menzionate da Cesare sono state difficili da trovare.
Secondo Edith Wightman, tra coloro che accettano che ci sia qualcosa di vero nel resoconto riportato da Cesare, ci sono due proposte principali, entrambe che implicano ondate di aristocrazie in arrivo imposte alle popolazioni più antiche. La prima proposta vedrebbero i Germani cisrenani come arrivati nella loro zona dalla direzione del Reno già ai tempi della cultura dei campi di urne, con i belgi, essendo un'onda di immigrazione successiva alla celtica cultura di La Tène. Un secondo scenario riguarda sia i Germani che gli altri Belgi che discendono dalla cultura Hunsrück-Eifel trovata vicino al fiume Mosella. "I tedeschi della riva di sinistra sarebbero poi persone che si diressero verso nord attraverso le Ardenne piuttosto che verso ovest verso la Marna", che è un'area in cui potrebbe aver avuto origine la cultura La Tène dei Belgi meridionali. Wightman ha proposto che, a parte queste teorie, potrebbe essere possibile che le ragioni della situazione segnalate da Cesare siano state forse più politiche.

## Impero Romano

Mappa dell'Impero Romano e della Germania Transrenana, indicata qui come Magna, all'inizio del 2º secolo

Già durante le guerre galliche di Caesar, le tribù di gente germanica stava razziando sul Reno, e molti infine si stanziarono lì. Come scrisse Tacito, "Indubbiamente germaniche sono le popolazioni stanziate lungo la riva del Reno: Vangioni, Triboci, Nemeti. Neppure gli Ubii arrossiscono della propria origine, benché abbiano meritato di essere una colonia romana e più volentieri si facciano chiamare Agrippinesi dal nome della fondatrice". Le tribù che menziona sono tutte tribù menzionate anche da Cesare, poiché hanno tentato di attraversare il Reno quando si trovava nella zona.
Gli Ubi erano nel nord, la regione degli Eburoni, e divennero il popolo della regione di Colonia e di Bonn durante l'epoca dell'impero romano. Le altre tre tribù erano state invasori sul Reno superiore, più vicino alla Svizzera moderna.
L'impero romano ha proceduto a formare due nuove province cisrenane denominate "Germania" sul lato occidentale gallico del Reno.
- Germania Superiore era la più meridionale delle due province di cisrenane della Germania. Aveva la sua capitale a Magonza e comprendeva l'area della moderna Alsazia e l'angolo di Svizzera, Germania e Francia.
- La Germania Inferiore ("Bassa Germania") correva lungo il basso Reno e aveva la sua capitale sulla frontiera tedesca a Colonia. Comprendeva l'attuale Bonn, Neuss, Xanten, Nimega e il delta del Reno-Mosa-Schelda. Lungo il Reno della Germania Inferiore non vi erano solo gli Ubi, ma anche altre tribù che avevano attraversato il Reno verso l'impero, o erano stati trasferiti con la forza - i Cugerni, a volte proposti come discendenti dei Sigambri, i Batavi ed i Canninefati, nominati da Tacito come discendenti dei Catti. L'origine di altri popoli come i Marsaci, i Frisiavoni, i Betasii ed i Sunuci è meno certa, ma si suppone essere di origine germanica. Ad un certo punto, la Civitas Tungrorum, il distretto dei Tungri, che vivevano dove si supponeva avessero vissuto gli antenati dei Germani, divenne parte della Germania Inferiore.

Così le due province romane denominate Germania, entrambe principalmente a ovest del Reno, diedero una forma ufficiale al concetto di Germani cisrenani.

## La fine dell'era
Man mano che l'impero cresceva, nuove tribù arrivarono nella Germania cisrenana e queste regioni iniziarono a diventare più indipendenti. Al momento del crollo del potere centrale dell'impero in Gallia, c'è poco dubbio sul fatto che tutti o la maggior parte di questi popoli fossero unificati nel loro uso di lingue o dialetti germanici. I Germani cisrenani alla fine cessarono di essere limitati ad una banda di occupazione vicino al confine, e tutte le province romane ad ovest del Reno furono alla fine conquistate da tribù germaniche, parlanti lingue germaniche: i Franchi (Germania inferiore e nord della Francia), gli Alemanni (Germania superiore), i Burgundi (sud-est della Francia), i Visigoti (sud-ovest della Francia e della Catalogna), e così via compresi anche i signori germanici lontani dal Reno come Galizia, Andalusia e Tunisia.